# TXS 0506+056
TXS 0506+056 — блазар с активной галактикой, расположенный на небе недалеко от левого плеча созвездия Ориона. Расстояние до него таково, что получаемый от него в настоящее время свет добирался до Земли 4 млрд лет.
TXS 0506+056 является первым в истории отождествлённым космическим источником нейтрино сверхвысоких энергий (и третьим в истории отождествлённым космическим источником нейтрино, после Солнца и сверхновой SN1987A).

## История исследований
22 сентября 2017 года в 20:54:30,43 UTC черенковский детектор IceCube, находящийся на глубине ~2 км во льду на Южном полюсе, зарегистрировал событие IceCube-170922A. Оно представляло собой близкий к горизонтальному, с небольшим (5,7°) наклоном вверх трек ультрарелятивистского мюона, возникшего в результате взаимодействия космического нейтрино сверхвысокой энергии (около 290 ТэВ) со льдом. Вскоре были восстановлены координаты на небесной сфере, соответствующие направлению прихода нейтрино: α = 77,43°+0,95°
−0,65°; δ = +5,72°+0,50°
−0,30° (J2000, область ошибок соответствует доверительной вероятности 90%). В эллипс ошибок измеренного направления попадает блазар TXS 0506+056, который находится от центра распределения вероятностей на угловом расстоянии около 0,1°. Сообщения о данном событии были разосланы другим астрономам мира, в том числе обсерваториям ANTARES и «Ферми». Глубоководный нейтринный телескоп ANTARES, находящийся в Средиземном море вблизи Тулона, не обнаружил событий с указанного направления во временном интервале одних суток (на момент обнаружения события его источник находился для ANTARESа в нижней полусфере, на 14 градусов ниже горизонта и был доступен для детектирования). 28 сентября команда «Ферми» сообщила, что гамма-телескоп Fermi-LAT (Large Area Telescope) наблюдает значительное повышение светимости TXS 0506+056 в гамма-диапазоне с энергиями выше 100 МэВ. Увеличение светимости или изменение других наблюдаемых характеристик TXS 0506+056 было обнаружено и рядом других инструментов в разных частях электромагнитного спектра: 
- в гамма-диапазоне:
  - MAGIC (Major Atmospheric Gamma Imaging Cherenkov) (E > 90 ГэВ),
  - VERITAS (E > 175 ГэВ),
  - H.E.S.S. (E > 175 ГэВ),
  - AGILE (E > 90 МэВ);
- в рентгеновском диапазоне:
  - NuSTAR (Nuclear Spectroscopic Telescope Array) (3 кэВ < E < 79 кэВ);
  - Swift (0,3 кэВ < E < 10 кэВ);
- в оптическом диапазоне: 
  - 7 телескопов;
- в радиодиапазоне:
  - Very Large Array (несколько полос от 2 до 12 ГГц);
  - Owens Valley Radio Observatory;

Нулевая гипотеза, что повышение активности блазара лишь случайно совпало с приходом сверхвысокоэнергичного нейтрино с этого участка неба, отбрасывается с уровнем значимости в 3...3,5σ (вероятность случайного совпадения 0,025...0,13 %).
Происхождение высокоэнергетических космических лучей плохо изучено, и полученный результат впервые в истории стал подтверждением предположения о том, что блазары являются источниками космических лучей сверхвысоких энергий. Гипотеза о том, что космические лучи сверхвысоких энергий образуются вне нашей Галактики, высказывались ранее, но сами источники установить не удавалось. Предполагалось, что ими могли бы быть взрывы сверхновых звёзд, источники гамма-всплесков или активные галактические ядра, содержащие сверхмассивные чёрные дыры.
В последующем была проведена проверка архивов IceCube, и она показала, что с сентября 2014 по март 2015 года блазар переживал вспышку активности, а детекторы зафиксировали несколько десятков нейтрино, двигавшихся с того же направления.